# Río Güiza
 (avril 2014).
Si vous disposez d'ouvrages ou d'articles de référence ou si vous connaissez des sites web de qualité traitant du thème abordé ici, merci de compléter l'article en donnant les références utiles à sa vérifiabilité et en les liant à la section « Notes et références ».
Le río Güiza est une rivière de Colombie et un affluent du fleuve le río Mira.

## Géographie
Le río Güiza prend sa source dans le nœud de los Pastos, dans la municipalité de Barbacoas (département de Nariño). Il coule ensuite vers le nord-ouest puis le sud-ouest avant de rejoindre le río Mira.